# Charlotte Glaser Munch
Charlotte Glaser Munch född 25 februari 1972 i Oslo, är en norsk ungdomsboksförfattare, uppvuxen i Bærum, bosatt i Oslo. 
Hon har studerat vid forfatterstudiet i Bø, och i Köpenhamn: litteraturvetenskap, teaterhistoria, film- och mediavetenskap. Hon debuterade 2001 med dagboksromanen Trylleslag, och har skrivit ett flertal ytterligare böcker inom ungdomslitteratur efter denna. Hon är dotter till pianisten Liv Glaser.